# فيرات كوهلي
فيرات كولي ولد في 5 نوفمبر 1988م، لاعب هندي لكركيت، وهو كابتن الفريق الوطني الهندي للكركيت.

## روابط خارجية
- فيرات كوهلي على موقع إي آس بي آن كريك إنفو (الإنجليزية)
- فيرات كوهلي على موقع ويزدن الهند (الإنجليزية)